# Минераль-дель-Монте
Минераль-дель-Монте (исп. Mineral del Monte) — посёлок и административный центр одноимённого муниципалитета в мексиканском штате Идальго. Численность населения, по данным переписи 2010 года, составила 11 015 человек.

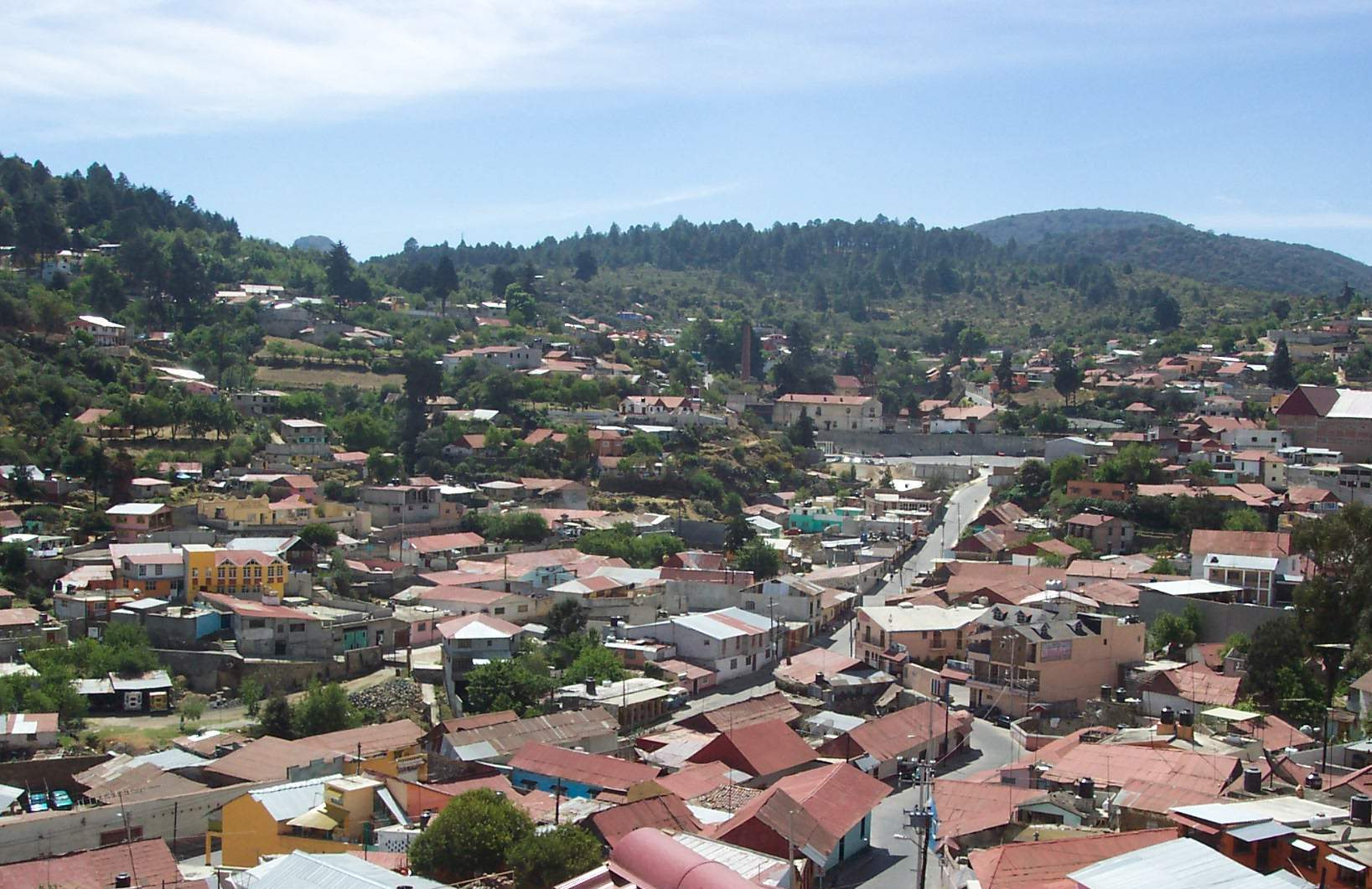
Минераль-дель-Монте — панорама